# Klimakodesmus bilobocaudatus
Klimakodesmus bilobocaudatus — вид двопарноногих багатоніжок родини Pyrgodesmidae. Описаний у 2021 році.

## Поширення
Ендемік Індії. Поширений у штаті Керала.

## Опис
Відрізняється від близького виду Klimakodesmus gravelyi (Carl, 1932) зі штату Тамілнаду, головним чином латеральною трилопатевою паратергою, каудально більш глибоким дволопатевим середньо-спинним кілем на кільці 19, і деякими другорядними деталями гоноподальної структури.